# Manjinahal, Siruguppa
Manjinahal là một làng thuộc tehsil Siruguppa, huyện Bellary, bang Karnataka, Ấn Độ.